# Rhacophorus gauni
Rhacophorus gauni är en groddjursart som först beskrevs av Robert F. Inger 1966.  Rhacophorus gauni ingår i släktet Rhacophorus och familjen trädgrodor. IUCN kategoriserar arten globalt som nära hotad. Inga underarter finns listade i Catalogue of Life.